# Христофорівка (Баштанський район)
Христофо́рівка — село в Україні, у Баштанській міській громаді Баштанського району Миколаївської області. Населення становить 750 осіб.
Розташоване на лівому березі Інгулу, за 25 км на південний захід від центру громади Баштанка і за 18 км від залізничної станції Явкине.

## Історія
На околиці Христофорівки розкопані декілька курганів з похованнями епохи бронзи (III—I тисячоліття до н. е.). Виявлені залишки поселення і могильник скіфського часу (V—II ст. до н. е.).
Село Христофорівка засноване в 1777 році, про це свідчать архівні відомості. Засновники — козаки брати Христофорові з Бугогардівської паланки Балацівського зимівника.
Сучасне село утворене в 30-х роках XX ст. в результаті злиття двох населених пунктів — Балацького (Медерівка) і Христофорівки. До Христофорівки приєднане село Балацьке — колишній центр Балацківської волості. Село Балацке виникло в першій половині XVIII ст. Христофорівка уперше згадується в офіційних документах, що датуються 1799 р. 
Станом на 1886 рік у містечку Балацьке мешкало 125 осіб, налічувалось 20 дворів, станова квартира, церква православна, єврейський молитовний будинок, земська поштова станція, 4 лавки, відбувався базар по неділях.
В 1919 р. на території Балацковської волості для боротьби з денікінцями був створений більшовицький партизанський загін, що діяв під командуванням П. Т. Приходька. Загін підтримував зв'язок з повстанцями Баштанки. У 1921 р. у Христофорівці організована сільськогосподарська артіль «Праця».
На фронтах Другої світової війни билися 177 жителів села, з них 111 загинули, 146 чоловік нагороджені орденами і медалями. 
У Христофорівці на братській могилі радянських воїнів встановлений пам'ятник.
Після війни основу економічного відродження села склав колгосп «Вогні комунізму», центральна садиба якого розташовувалася в Христофорівці.

## Населення
Згідно з переписом УРСР 1989 року чисельність наявного населення села становила 1077 осіб, з яких 502 чоловіки та 575 жінок.
За переписом населення України 2001 року в селі мешкало 1056 осіб.

### Мова
Розподіл населення за рідною мовою за даними перепису 2001 року:
| Мова       | Відсоток |
| ---------- | -------- |
| українська | 93,31 %  |
| російська  | 3,77 %   |
| молдовська | 1,51 %   |
| вірменська | 1,04 %   |
| білоруська | 0,19 %   |
| румунська  | 0,09 %   |

## Економіка
В селі обробляється 6707 га сільськогосподарських угідь, в т. ч. 5762 га орних земель.  Розвинене м'ясо-молочне тваринництво.

## Освіта і культура
В селі працює одинадцятирічна середня школа — 80 учнів, їх навчають 22 учителі. Є клуб із залом для глядачів на 150 місць, бібліотека, книжковий фонд якої становить 30 тис. екземплярів, дитячий сад на 50 місць, майстерня побутового обслуговування, відділення Укрпошти.
Раніше також працювала дільнична лікарня на 25 ліжок (2 лікарі і 5 осіб з середньою медичною освітою) та відділення Ощадбанку України.